# 貓咪咖啡廳～奧客防衛大作戰～
《貓咪咖啡廳～奧客防衛大作戰～》，是由STORIA所製作的模擬經營手机游戏，企劃人為張恆，遊戲於2017年5月12日在Android上發布。遊戲同系列續作為《貓咪咖啡廳 2～奧客觀察日記～》。

## 遊戲內容
遊戲中玩家須扮演咖啡廳店長與其他服務生一同經營店面，透過點擊客人賺取金幣，也可以雇用不同的服務生來幫忙經營店面，玩家在經營店面時除了遇上客人外也會碰上麻煩的漚客，而且漚客和客人的數量會隨著店鋪等級的提升而變得更多，玩家面對漚客時可以使用武力驅趕、口才說服或是道歉等方式解決，因此玩家除了經營店鋪、收集顧客和漚客圖鑑外，也必須強化各種應付漚客的能力。透過送禮給遊戲角色可以增加好感值，好感值提升到一定的程度即可觸發特殊劇情來了解該角色的故事。
遊戲中有與其他ACGN作品、創作團隊、軟體或創作者進行合作，並讓部分合作作品的角色在遊戲中客串出場，目前有合作的ACGN作品有《青春校園戀愛日誌》、《花落冬陽》、《結戀》、《東津萌米》、《倪亞的戀丹工坊》、《Crescent －新月－》，團隊則有《貓咪學園》和《日夢之門》，軟體則有《OvOy》以及創作者KAWORU。

## 角色
楊心甯
配音：米娜
店長以前的直屬學妹，在學系投票時以「最想交往的對象」獲得第一名的殊榮。個性溫柔外也很親切，只要害羞時就會臉紅，成績雖優秀但沒有任何的打工經驗，個性方面也不是說很有自信，但總會在四下無人的時候默默努力，希望讓自己可以能夠幫上更多的忙。
夏芊帆
配音：LIN
臉型因為看起來很年輕的關係，所以很常被誤認為高中生，嫻熟的技巧與開朗的笑容很受客人們的歡迎，聽說是附近的咖啡廳「冬陽時光」的招牌服務生，因為店內整修的關係，所以跑來這裡的咖啡廳幫忙。目標是開一間屬於自己的咖啡廳，因此正在努力學習、存錢當中。遊戲裡，夏芊帆與某位點卡布奇諾的常客十分熟識。
夏芊帆是遊戲花落冬陽的原型角色夏芊帆。
黃筱茵
配音：小音
擅長打扮的假日工讀女高中生，興趣是找尋可愛小物及賺取金錢，雖沒有固定的交往對象，但在特定時段時會懂得使用自己的外表優勢，嬌小的身材與甜美的長相在男同學之中頗有人氣，課後似乎有複數以上的打工工作，讓他這麼執著於賺取金錢的原因是？
曼特寧
配音：一介
突然自己出現，自稱是紳士中的紳士的服務生，雖然有許多可以吐槽的地方，不過卻深受許多客人喜愛，甚至出現「可以沒有店長，但不能沒有紳士貓」的傳言。
雪野唯
（待補充）

## 外部連結
- 《貓咪咖啡廳～奧客防衛大作戰～》官方網站
- 《貓咪咖啡廳～奧客防衛大作戰～》製作商 Storia的Facebook粉絲專頁 （页面存档备份，存于）